# چارلز بوش
چارلز بوش (انگلیسی: Charles Busch؛ زادهٔ ۲۳ اوت ۱۹۵۴) بازیگر، رمان‌نویس، فیلم‌نامه‌نویس، بازیگر تئاتر، نویسنده، و کارگردان فیلم اهل ایالات متحده آمریکا است.
از فیلم‌ها یا برنامه‌های تلویزیونی که وی در آن نقش داشته‌است می‌توان به ممکن است برای تو اتفاق بیفتد و مشکل در گوشه اشاره کرد.